# 進香
進香，原指善男信女到名山寺廟進行朝拜的活動，後來在臺灣民間信仰則泛指地方信眾隨當地廟宇的神明前往其他廟宇互動的活動與儀式。與之相關的名詞有刈香（割香）、掬火（刈火、割火）、參香等等。

## 名詞解說
進香一詞可見於中國明朝奕正、劉侗合撰的《帝京景物略》以及明人張岱的《陶庵夢憶》等書，是對前往名山聖地朝拜的活動。
後來廟宇神明前往其他廟宇交流的活動也被稱為進香。在臺灣，清領時期文獻如《臺灣雜記》、《安平縣雜記》已有記載北港朝天宮媽祖前往臺南大天后宮「進香」的記錄。但當時並未強調雙方的位階高低，日後一些廟宇才以進香活動強調自己作為「祖廟」、「母廟」的地位。
學者李獻璋認為刈香與掬火在中文常被合稱為進香，但進香一詞只是前往寺廟拈香禮拜神佛，而臺灣的「刈香」和「掬火」則有「乞求香火」的意義，而且「乞求香火」更是主要目的:42。而「刈香」指的是信徒乞求香火，「掬火」則是神與神之間:42。而「掬火」又可再細分成對分香來源廟宇（祖廟、母廟）的謁祖，還有前往歷史悠久或特別有權威的廟宇的訪候:42。
張珣認為「進香」是廟宇神明前去拜訪老廟、大廟或是友廟的活動，彼此關係可能是下對上的晉見或是平等的聯誼:45。而「割火」、「刈火」則是分靈廟或小廟前往祖廟或大廟取得香灰帶回合爐的活動，雙方關係有明確的主從尊卑區分:45。
謝宗榮則認為進香的原意只是前往寺廟拈香禮拜神佛，在臺灣則又進一步包括了個人對神明的「刈香」和神明對神明的「掬火」:125。後來進香成為一種個人隨神明出境，與其他寺廟神明「交陪」活動的總稱，是廣義的進香:125。狹義的進香指的是主神聖誕之前，分靈廟回到祖廟祝壽並藉此重新增加靈力的活動過程:127。而在這過程中，信眾隨著地方神明到祖廟乞求香火來祭拜的行為，被稱為「刈香（割香）」，又稱「隨香」:128。地方神明對祖廟「請火」，象徵其持續分到祖廟神明靈力的印證，則稱為「掬火」或「刈火」:128。掬火時通常以象徵兩位神明的香爐前後並置，讓彼此的香煙交會，之後會將地方神明的香爐封入香擔並貼上封條:130。此外交陪廟之間的互動，則又被稱為是「參香」:130。
另外黃文博認為「刈香」與「進香」不同，認為在形態上刈香是遶境，進香是朝聖；在目的上刈香是綏靖祈安，進香是請火乞香；在意義上刈香是聯誼，進香則有謁祖之意:12。黃文博認為「刈香」簡稱「香」，又稱「割香」，是臺灣西南沿海一帶對神明遶境的稱呼，且只有大型遶境才會叫刈香，小型的叫「云庄」:10。

## 各地進香活動

### 臺灣
跨縣市的長距離進香活動由於路途遙遠，通常會先以車輛先移動到目的廟宇所在地附近整隊後，再以遊行方式徒步進入抵達目的地。但以刈香、謁祖為主要目的的進香活動，為凸顯信徒的虔誠，也有部分廟宇堅持採用徒步的方式走到祖廟或非祖廟進香，往往成為地方重要盛事。例如：大甲媽祖遶境進香、白沙屯媽祖進香、彰化南瑤宮笨港進香及高雄朝后宮的高雄朝后宮徒步進香以及桃園龍德宮的桃園龍德宮徒步遶境進香等。